# Чаликова, Виктория Атомовна
Виктория Атомовна Чаликова, (урожденная Шагрикян, 23 июля 1935, Орджоникидзе, СССР — 18 мая 1991, Гамбург, ФРГ) — советский философ, социолог, специалист по истории утопической мысли.
Лауреат премии журнала «Нева» (1988) за статью «Архивный юноша» (№ 10).

## Биография
Её дед — деятель армянского национально-освободительного движения, юрист и писатель Арутюн Шагрикян. Её отец — узник ГУЛАГа, погиб в карагандинских лагерях.
Училась в Тбилисском университете, закончила Славянский педагогический институт в Краснодарском крае.
Работала учителем в школе, референтом и редактором в ИНИОН РАН. Кандидат философских наук, диссертация «Концепция рациональной организации в социологии Макса Вебера и в современных буржуазных теориях бюрократии». Сблизилась с кругом Ю. А. Левады. С конца 1970-х гг. была инициатором, составителем и редактором серии «закрытых» (публиковались под грифом «для служебного пользования») реферативных сборников, посвящённых утопической мысли Европы и России, привлекла к этой работе ряд крупных учёных (вышло 6 сборников, 1979—1988). Под её редакцией в годы гласности публиковались книги Дж. Оруэлла, М. Элиаде, Л. Мэмфорда, Е. Шацкого, сборник «Утопия и утопическое мышление» и др.
В период Перестройки входила в бюро клуба «Московская трибуна», активно выступала как публицист, печаталась в журналах Родник, Знамя, Знание — сила и др. В 1990 г. стала инициатором создания комитета помощи беженцам в связи с конфликтом из-за Нагорного Карабаха «Гражданское содействие». Участница международной конференции «Утопия: воображение и реальность» (Израиль, 1990).
Дочь Виктории Атомовны, Галина Владиленовна Чаликова (1959—2011), была создателем и первым директором фонда «Подари Жизнь».

## Избранные публикации
- Утопический роман: жанровые и автобиографические источники современных антиутопий и дистопий // Социокультурные утопии XX в.: Реф. сб. — Вып. 3. — М.: ИНИОН, 1985.— С. 92—166.
- Антиутопия Евгения Замятина: Пародия или альтернатива?// Социокультурные утопии XX века: Реф. сб. — Вып. 6. — М.: ИНИОН, 1988. — С. 134—165.
- Утопия рождается из утопии: Сб. статей. Лондон, OPI, 1992.
- Утопия и культура: Эссе разных лет. Т. 1. — М.:ИНИОН, 1992.
- Эти пять лет: Эссе разных лет. Т. 2. — М.: ИНИОН, 1992.
- Утопия и свобода: Эссе разных лет. — М.: Весть, 1994.
- «Предсказания» Дж. Оруэлла и современная идеологическая борьба. Москва, ИНИОН РАН, серия «Критика буржуазной идеологии, реформизма и ревизионизма», 1986 г.
- Существует ли тоталитарное мышление?